# Mule Peninsula
Mule Peninsula är en udde i Antarktis. Den ligger i Östantarktis. Australien gör anspråk på området. Mule Peninsula ligger vid sjön Laternula Lake.
Terrängen inåt land är platt. Havet är nära Mule Peninsula åt nordväst. Trakten är glest befolkad. Närmaste befolkade plats är Davis Station, 7,6 km norr om Mule Peninsula. 